# Michael van Praag
Michael van Praag (Amsterdam, 28 september 1947) is een Nederlands sportbestuurder. 

## Carrière
Michael van Praag was ruim veertien jaar voorzitter van Ajax (begin 1989-midden 2003). Hij trad hiermee in de voetsporen van zijn vader Jaap van Praag, die van 1964 tot 1978 voorzitter was van de Amsterdamse club. Michael van Praag was oorspronkelijk scheidsrechter in het amateurvoetbal. Als ondernemer bouwde hij een keten op van 45 elektronicazaken op luchthavens.
In de periode dat Michael van Praag aan het hoofd stond, won Ajax onder meer de UEFA Cup in 1992 en in 1995 zowel de UEFA Champions League als de wereldbeker voor clubteams. In 1996 werd ook de UEFA Super Cup gewonnen. Op 27 augustus 2008 werd hij gekozen tot voorzitter van de KNVB, als opvolger van de in april van dat jaar overleden Jeu Sprengers. Bij Ajax was hij de opvolger van Ton Harmsen, zelf werd hij opgevolgd in 2003 door John Jaakke. 
Op 17 november 2023 werd Van Praag verkozen als voorzitter van de Raad van Commissarissen van Ajax NV.

### Kandidatuur FIFA-voorzitterschap
Van Praag stelde zich op 26 januari 2015 kandidaat voor het voorzitterschap van de wereldvoetbalbond FIFA en was daarmee een directe uitdager van de toenmalige voorzitter, de Zwitser Sepp Blatter. Bij zijn kandidatuur diende hij de steun te hebben van ten minste vijf nationale voetbalbonden; in de vorm van de voetbalbonden van België, de Faeröer, Nederland, Roemenië, Schotland en Zweden werd aan deze eis voldaan. Bij zijn eerste persverklaring op 28 januari sprak Van Praag onder meer de ambitie uit het aantal niet-Europese landen op een wereldkampioenschap voetbal uit te breiden en een krachtigere aanpak van matchfixing na te streven. Op donderdag 21 mei 2015 trok Van Praag zich echter terug als kandidaat voor het FIFA-voorzitterschap. De KNVB-praeses maakte ruimte voor de Jordaanse prins Ali bin al-Hoessein van Jordanië, met wie hij 's avonds in Amsterdam zijn besluit uiteenzette. Dezelfde dag trok ook oud-voetballer Luís Figo uit Portugal zich terug uit de race.

### Kandidatuur UEFA-voorzitterschap
Op 14 september 2016 dong Van Praag mee naar het UEFA-voorzitterschap. Hij verloor de verkiezing met 42 tegen 13 stemmen van de Sloveen Aleksander Čeferin. Op 17 december 2019 werd Van Praag als bondsvoorzitter van de KNVB opgevolgd door Just Spee.
Van Praag was van 2016 tot en met 2023 voorzitter van de Nederlandse Sportraad.

## Familie
In tegenstelling tot zijn vader Jaap is Michael van Praag (volgens de traditionele joodse wetgeving) niet Joods, omdat zijn moeder dat niet was. Hij heeft drie zussen, onder wie Beryl van Praag die als presentatrice bekendheid kreeg. De zanger Max van Praag is zijn oom, waardoor Michael van Praag een neef is van oud-nieuwslezeres Marga van Praag en Chiel van Praag. In het jaar 2000 is Michael van Praag vader geworden van een dochter, Nicoline van Praag.

## Onderscheiding
Op 9 maart 2016 werd aan Van Praag de tweede Jillis Bruggeman Penning uitgereikt vanwege zijn verdienste bij de inzet van de KNVB tegen discriminatie van lhbt'ers in de voetbalwereld.

## Biografie
- Willem Vissers, Van Praag: achter de coulissen van het voetbal', 2021, Uitgever Overamstel, ISBN  9789048855001